# Eleodes obscura
Eleodes obscura es una especie de escarabajo del género Eleodes, tribu Amphidorini, familia Tenebrionidae. Fue descrita científicamente por Say en 1824.
Se mantiene activa durante todos los meses del año.

## Descripción
Mide 23-31 milímetros de longitud.

## Distribución
Se distribuye por México, Estados Unidos y Canadá.